# The Microphones
The Microphones (с англ. — «Микрофоны») — американский инди-фолк, инди-рок и экспериментальный проект из Олимпии, штат Вашингтон. Проект был основан в 1996 году и прекратил свое существование в 2003 году, после чего последовало короткое воссоединение в 2007 году и возрождения в 2019 и 2020-22 годах. В каждом составе The Microphones единственным постоянным участником группы был Фил Элверум. Элверум — основной автор песен и продюсер альбомов группы, но в его записях и турах участвует сменный состав из нескольких других музыкантов. Многие записи Элверума начального периода проекта были выпущены лейблом K Records.
С 2003 года Элверум записывался и выступал в основном под именем Mount Eerie. В июне 2019 года он дал единственный концерт в Анакортесе, штат Вашингтон, под названием The Microphones, а в августе 2020 года объявил о выпуске пятого и последнего альбома The Microphones — Microphones in 2020. За этим последовало ограниченное количество концертов в 2021 и 2022 годах, чтобы исполнить альбом вживую, прежде чем группа снова распалась.

## Характеристики
Стиль
По словам Кайла Кочруна из PopMatters, «группа отошла от традиционных структур песен, спрятала мелодии под диссонансом, добавила или отказалась от ритм-секции в неожиданные моменты, добавила искажения гитары в тихие джинглы у костра, наслаждалась решительно разрозненным звуковым ландшафтом и разрушила любой поступательный импульс, который они пытались создать».

## Дискография
Смотри статью «Дискография The Microphones» в англ. разделе.
- Don't Wake Me Up (1999)
- It Was Hot, We Stayed in the Water (2000)
- The Glow Pt. 2 (2001)
- Mount Eerie (2003)
- Microphones in 2020 (2020)